# Ершов, Михаил Иванович
Михаи́л Ива́нович Ершо́в (1924—2004) — советский кинорежиссёр. Народный артист РСФСР (1977). Член ВКП(б) с 1945 года.

## Биография
М. И. Ершов родился 10 декабря 1924 года в деревне Камкино (ныне Барятинский район, Калужская область).
С 1958 года, после окончания режиссёрского факультета ВГИКа (мастерская С. И. Юткевича), режиссёр киностудии «Ленфильм».
Участник Великой Отечественной войны, Михаил Ершов принадлежал к поколению «фронтовых режиссёров» и вошёл в большой кинематограф с темой подвига народа в годы войны. Был тяжело ранен 2 августа 1942 года.
М. И. Ершов умер 29 сентября 2004 года. Похоронен в Санкт-Петербурге на Ковалёвском кладбище.

## Награды и премии
- Народный артист РСФСР (7 января 1977 года) — за заслуги в области советского киноискусства[1]
- Заслуженный деятель искусств РСФСР (26 ноября 1965 года) — за заслуги в области советского киноискусства[2]
- Государственная премия РСФСР имени братьев Васильевых (1980) — за фильм «Блокада» (1973, 1977)
- два ордена Отечественной войны II степени (19.5.1945; 6.4.1985)
- орден Красной Звезды (4.2.1945)
- медали

## Фильмография
- 1959 — Под стук колёс
- 1959 — Либерал
- 1960 — Люблю тебя, жизнь
- 1962 — После свадьбы
- 1963 — Родная кровь
- 1965 — Первая Бастилия
- 1967 — Попутного ветра, «Синяя птица»
- 1969 — На пути в Берлин
- 1970 — Африканыч
- 1970 — Хозяин
- 1975 — Дожить до рассвета
- 1977 — Блокада
- 1979 — Десант на Орингу
- 1982 — В старых ритмах
- 1984 — Челюскинцы
- 1987 — Ищу друга жизни